# Новавесь-Хелминска
Новавесь-Хелминска (пол. Nowawieś Chełmińska, нем. Kulmisch Neudorf) — село в Польше, в гмине Хелмно Хелмненского повята Куявско-Поморского воеводства. Население — 258 человек (2011).
В 1975—1998 годах село входило в состав Торуньского воеводства.

## Состав населения
|         | Всего | До 18 лет | Работоспособные | Пенсионеры |
| ------- | ----- | --------- | --------------- | ---------- |
| Мужчины | 140   | 46        | 83              | 11         |
| Женщины | 118   | 33        | 69              | 16         |
| Всего   | 258   | 79        | 152             | 27         |